# Alexandra Rivera
Alexandra Rivera Rojas (Mayagüez, 18 febbraio 1993) è una pallavolista portoricana, libero delle Pinkin de Corozal.

## Biografia
Proviene da una famiglia fortemente legata alla pallavolo: è figlia di Lilibeth Rojas, ex pallavolista e dirigente sportivo; mentre sia sua sorella maggiore Andrea che suo fratello minore Raúl giocavano a pallavolo nei tornei universitari statunitensi.

## Carriera

### Club
La carriera di Alexandra Rivera inizia nei tornei universitari statunitensi, giocando prima un biennio per la Western Nebraska, in NJCAA Division I, poi per altrettanto tempo per la Southern Illinois, in NCAA Division I.
Rientra quindi in patria, dove inizia la carriera da professionista in Liga de Voleibol Superior Femenino: nel 2015 e nel 2017 gioca per le Gigantes de Carolina, con nel mezzo l'annata 2016 non terminata con le Indias de Mayagüez. In seguito disputa la Liga de Voleibol Superior Femenino 2019 con le Amazonas de Trujillo Alto, prima di approdare nell'edizione successiva del torneo alle Pinkin de Corozal, dove inizia una lunga militanza e si aggiudica lo scudetto nel 2022 e nel 2023.

## Palmarès

### Club
- Campionato portoricano: 2

2022, 2023